# NGC 317
NGC 317是一对位于仙女座的相互作用星系，包括1个透镜状星系和1个漩涡星系，由路易斯·斯威夫特在1885年10月1日发现。